# Oilule Fluctus
L'Oilule Fluctus è una struttura geologica della superficie di Venere.